# The English Language
The English Language è un programma sulla storia della lingua inglese, sul suo utilizzo attuale e il suo ruolo di lingua internazionale. I video sono visibili sul portale Rai Educational de ilD.
Le tematiche più ricorrenti sono i cambiamenti della lingua inglese nel corso del tempo, le differenze tra le diverse varietà d'inglese esistenti, l'influenza delle nuove tecnologie sul suo sviluppo.
I documentari di The English Language sono in lingua originale, sottotitolati.